# Daïra d'Iferhounène
La daïra d'Iferhounène est une daïra d'Algérie située dans la wilaya de Tizi-Ouzou et dont le chef-lieu est la ville éponyme d'Iferhounène.

## Localisation
La daïra d'Iferhounène est située au sud-est de la wilaya de Tizi-Ouzou. Elle est délimitée :
|                       |                                    |                     |
| Daïra d'Ain El Hammam | daïra d'Iferhounène                | Daïra de Bouzeguene |
|                       | Wilaya de Bouira, Wilaya de Béjaïa |                     |

## Communes de la daïra
La daïra d'Iferhounène est composée de trois communes:
- Iferhounène ;
- Imsouhal ;
- Illilten.

La population totale de la daïra est de 28 167 habitants pour une superficie de 84,472 5 km2.